# Hérimoncourt
Hérimoncourt és un municipi francès situat al departament del Doubs i a la regió de Borgonya - Franc Comtat. L'any 2007 tenia 3.863 habitants.

## Demografia

### Població
El 2007 la població de fet de Hérimoncourt era de 3.863 persones. Hi havia 1.623 famílies de les quals 516 eren unipersonals (239 homes vivint sols i 277 dones vivint soles), 451 parelles sense fills, 499 parelles amb fills i 157 famílies monoparentals amb fills.
La població ha evolucionat segons el següent gràfic:
Habitants censats

### Habitatges
El 2007 hi havia 1.777 habitatges, 1.658 eren l'habitatge principal de la família, 18 eren segones residències i 101 estaven desocupats. 1.006 eren cases i 764 eren apartaments. Dels 1.658 habitatges principals, 992 estaven ocupats pels seus propietaris, 632 estaven llogats i ocupats pels llogaters i 34 estaven cedits a títol gratuït; 11 tenien una cambra, 170 en tenien dues, 366 en tenien tres, 456 en tenien quatre i 655 en tenien cinc o més. 1.214 habitatges disposaven pel capbaix d'una plaça de pàrquing. A 777 habitatges hi havia un automòbil i a 618 n'hi havia dos o més.

### Piràmide de població
La piràmide de població per edats i sexe el 2009 era:
| Homes | Edats   | Dones |
| ----- | ------- | ----- |
| 0     | 95 o +  | 12    |
| 4     | 90 a 94 | 24    |
| 16    | 85 a 89 | 24    |
| 16    | 80 a 84 | 52    |
| 64    | 75 a 79 | 60    |
| 64    | 70 a 74 | 80    |
| 64    | 65 a 69 | 84    |
| 60    | 60 a 64 | 60    |
| 96    | 55 a 59 | 88    |
| 140   | 50 a 54 | 128   |
| 184   | 45 a 49 | 164   |
| 140   | 40 a 44 | 148   |
| 164   | 35 a 39 | 128   |
| 140   | 30 a 34 | 140   |
| 148   | 25 a 29 | 128   |
| 120   | 20 a 24 | 108   |
| 148   | 15 a 19 | 200   |
| 164   | 10 a 14 | 148   |
| 108   | 5 a 9   | 140   |
| 116   | 0 a 4   | 68    |

## Economia
El 2007 la població en edat de treballar era de 2.609 persones, 1.929 eren actives i 680 eren inactives. De les 1.929 persones actives 1.615 estaven ocupades (900 homes i 715 dones) i 314 estaven aturades (145 homes i 169 dones). De les 680 persones inactives 201 estaven jubilades, 197 estaven estudiant i 282 estaven classificades com a «altres inactius».

### Ingressos
El 2009 a Hérimoncourt hi havia 1.649 unitats fiscals que integraven 3.817,5 persones, la mediana anual d'ingressos fiscals per persona era de 17.399 €.

### Activitats econòmiques
Dels 84 establiments que hi havia el 2007, 1 era d'una empresa extractiva, 2 d'empreses alimentàries, 1 d'una empresa de fabricació de material elèctric, 4 d'empreses de fabricació d'altres productes industrials, 11 d'empreses de construcció, 17 d'empreses de comerç i reparació d'automòbils, 4 d'empreses de transport, 6 d'empreses d'hostatgeria i restauració, 2 d'empreses d'informació i comunicació, 2 d'empreses financeres, 2 d'empreses immobiliàries, 7 d'empreses de serveis, 15 d'entitats de l'administració pública i 10 d'empreses classificades com a «altres activitats de serveis».
Dels 26 establiments de servei als particulars que hi havia el 2009, 1 era una oficina d'administració d'Hisenda pública, 1 gendarmeria, 1 oficina de correu, 1 una oficina bancària, 2 tallers de reparació d'automòbils i de material agrícola, 1 autoescola, 1 paleta, 3 guixaires pintors, 3 fusteries, 1 lampisteria, 2 electricistes, 4 perruqueries, 1 veterinari, 3 restaurants i 1 saló de bellesa.
Dels 7 establiments comercials que hi havia el 2009, 1 era un hipermercat, 1 una botiga de més de 120 m², 1 una botiga de menys de 120 m², 1 una fleca, 1 una llibreria i 2 floristeries.
L'any 2000 a Hérimoncourt hi havia 4 explotacions agrícoles.

## Equipaments sanitaris i escolars
El 2009 hi havia 2 centres de salut, 2 farmàcies i 1 ambulància.
El 2009 hi havia 1 escola maternal i 2 escoles elementals. Hérimoncourt disposava d'un col·legi d'educació secundària amb 367 alumnes.

## Poblacions més properes
El següent diagrama mostra les poblacions més properes.